# Peperomia obscurifolia
Peperomia obscurifolia är en pepparväxtart som beskrevs av C. Dc.. Peperomia obscurifolia ingår i släktet peperomior, och familjen pepparväxter. Inga underarter finns listade i Catalogue of Life.